# Amerykańsko-polskie związki literackie
Amerykańsko-polskie związki literackie zaczęły tworzyć się od początku powstawania Stanów Zjednoczonych. Początkowo zainteresowanie Polaków wzbudzały idee wolnościowe zawarte w literaturze amerykańskiej, później zaś jej zróżnicowanie i różnorodność.

## Historia
Benjamin Franklin był pierwszym amerykańskim autorem, którego dzieła przetłumaczono na język polski. Na początku XIX wieku zaczęto wydawać w Polsce Jamesa Fenimore'a Coopera i Washingtona Irvinga. W 1852 pojawiła się powieść Chata wuja Toma Harriet Beecher Stowe, która szybko stała się bestsellerem. Dużą popularność zyskała powieść Edwarda Bellamy'ego pt. Z przeszłości 2000-1887 z 1889 roku, zaś szkice literackie Ralpha Waldo Emersona ukazywały się w "Gazecie Polskiej". Konstanty Gaszyński i Adam Asnyk tłumaczyli amerykańską poezję, w tym przede wszystkim twórczość Henry'ego Wadswortha Longfellow.
Przed I wojną światową pojawiły się pierwsze tłumaczenia twórczości Jacka Londona. W latach dwudziestolecia międzywojennego wydano wiele amerykańskich książek beletrystycznych, mało zaś tomików poezji. Wydawano m.in. powieści Johna Dos Passosa i Ernesta Hemingwaya. Najważniejszym rzecznikiem związków polsko-amerykańskich był prof. Stanisław Helsztyński.
W 1942 roku założono w Nowym Jorku Instytut Polski (The Polish Institute of Arts and Sciences in America).

## Motywy amerykańskie w niektórych polskich utworach literackich
- Krótka wiadomość o życiu i sprawach generała Washington – Julian Ursyn Niemcewicz (1803)
- Listy z podróży do Ameryki – Henryk Sienkiewicz
- Dzieje grzechu – Stefan Żeromski
- Manifest powszechnej miłości. Walt Whitman – Julian Tuwim
- Niepokoje amerykański – Jan Strzelecki (1962)
- Moja prywatna Ameryka – Kazimierz Wierzyński (1966)